# Tomas Hökfelt
Tomas Gustav Magnus Hökfelt (* 29. Juni 1940 in Stockholm) ist ein schwedischer Neurowissenschaftler und Zellbiologe.

## Leben
Hökfelt machte 1960 sein Abitur in Hamburg und studierte danach Medizin am Karolinska-Institut, wo er 1968 bei Nils-Åke Hillarp promoviert wurde. Danach war er dort Assistenzprofessor und 1979 bis zu seiner Emeritierung 2006 Professor für Histologie und Zellbiologie in der Abteilung Neurowissenschaften. Er war auch in der Fakultät für Biotechnologie der Königlich Schwedischen Technischen Hochschule in Stockholm.

## Werk
Hökfelt befasst sich mit Neurotransmittern und Neuropeptiden, wobei er sich vor allem histochemischer Techniken bedient (Immunhistochemie, in situ-Hybridisierung), aber auch molekularbiologischer Methoden einschließlich der Erzeugung einiger transgener Mauslinien. Insbesondere erforschte er die Rolle von Neuropeptiden, von denen drei (Substanz P, Galanin, NPY) am Karolinska-Institut entdeckt wurden, und deren Rolle zum Beispiel bei Schmerz, Depressionen und Epilepsie. Er entdeckte 1977 mit Kollegen, dass in bestimmten Nervenzellen mehrere Neurotransmitter vorhanden waren (in sympathischen Ganglienzellen von Meerschweinchen, die neben Noradrenalin Somatostatin als Neurotransmitter hatten). Das von ihm formulierte Koexistenzprinzip (ein Neuron- mehrere Neurotransmitter) löste das bis dahin vorherrschende Dale-Prinzip ab (ein Neuron – ein Neurotransmitter).
2001 konnte er mit Kollegen nachweisen, dass der Neurotransmitter Galanin eine Rolle bei Epilepsie spielt: in transgenen Mauslinien mit Überexpression von Galanin wurde eine Verzögerung der experimentellen Epilepsieauslösung festgestellt.
Er untersuchte auch die Ursachen der Anorexia nervosa mit Serguei Fetissov als Autoimmunkrankheit.

## Preise, Mitgliedschaften, Herausgebertätigkeit
2000 erhielt er den Neuronal Plasticity Prize und 1987 den belgischen Artois-Baillet-Latour Preis. 1988 erhielt er den Bristol-Myers Squibb Award in Neurowissenschaften, 1978 den Floman Preis, 1979 den Erik Fernström Preis für Nachwuchswissenschaftler, 1984 den Jubiläumspreis der Schwedischen Ärzte-Gesellschaft, 1985 den Preis der New York Academy of Sciences in Biologie und Medizin, 1987 den InBev-Baillet Latour Health Prize, 2002 den Pasarow Award und 2007 die Grande Médaille der Académie des sciences. Er ist auswärtiges Mitglied der National Academy of Sciences (1984), der Königlich Schwedischen Akademie der Wissenschaften (1985), der Academia Europaea (1989), der American Academy of Arts and Sciences (1996) und der Chinesischen Akademie der Wissenschaften (2000) und Ehrenmitglied der Finnischen Histochemischen Gesellschaft, des Centre for Neuroscience des University College, London, der American Association of Anatomists. Er ist mehrfacher Ehrendoktor (Kopenhagen, Tampere, Ferrara, Bordeaux). 2005 erhielt er den Endocrine Regulation Prize und 2007 die Grande médaille de l’Académie des sciences. 2012 wurde Hökfelt mit der Goldenen Kraepelin-Medaille und mit der Erasmus Medal der Academia Europaea ausgezeichnet.
Mit Anders Björklund war er Herausgeber des Handbook of Chemical Neuroanatomy (21 Bände, Elsevier, 1983–2005). Er war Mitherausgeber vieler Zeitschriften wie Brain Research und Neuroscience.

## Schriften
- mit L. G. Elfvin, R. Elde, M. Schultzberg, M. Goldstein, R. Luft: Occurence of somatostatin-like immunoreactivity in some peripheral sympathetic noradrenegic neurons. In: Proc. Nat. Acad. Sciences, Band 74, 1977, S. 3587–3591, PMID 16592433
- mit O. Johansson, A. Ljungdahl, J. M. Lundberg, M. Schultzberg: Petidergic neurones. In: Nature, Band 284, 1980, S. 515–521
- Neuropeptides in perspective: the last ten years. In: Neuron, Band 7, 1991, S. 867–879
- mit M. Kokaia, K. Holberg, A. Nanobashvili, Z.Q. Xu, Z. Kokaia, U. Lendahl, S. Hilke, E. Theodorsson, U. Kahl, T. Bartfai, O. Lindvall: Suppressed kindling epileptogenesis in mice with ectopic overexpression of galanin. In: Proc. Nat. Acad. Sciences, Band 98, 2001, S. 14006–14011, PMID 11698649
- mit D. Stanic, G. Paratcha, F. Ledda, H. Herzog, A. S. Kopin: Peptidergic influences in proliferation, migration and placement of neuronal progenitors in the adult mouse forebrain. In: Proc. Nat. Acad. Sci., Band 105, 2008, S. 3610–3615
- mit Serguei Fetissov, J. Harro, M. Jaanisk, A. Järv, I. Podar, J. Allik, I. Nilsson, P. Sakthivel, A. K. Leffvert: Autoantibodies against neuropeptides are associated with psychological traits in eating disorders. In: Proc. Nat. Acad. Sci., Band 102, 2005, S. 14865–14870, Abstract